# Aree naturali protette in Brasile
La rete delle aree naturali protette del Brasile è regolata dal Sistema Nacional de Unidades de Conservação (SNUC), istituito con la legge nº 9.985, del 18 luglio 2000.
Lo SNUC suddivide le aree protette nelle sottoindicate categorie.
Sono inoltre per certi versi assimilabili al sistema di conservazione le terre indigene. Le terre indigene (terra indígenas in portoghese), secondo la legislazione brasiliana, sono quelle occupate tradizionalmente dai popoli indigeni del Brasile, abitate in permanenza, utilizzate per le loro attività produttive, e imprescindibili per la conservazione delle risorse naturali necessarie per il loro benestare e la loro riproduzione fisica e culturale, in accordo con i propri costumi e tradizioni. I territori indigeni sono beni demaniali e non disponibili e i diritti degli indigeni su queste aree non hanno scadenza.

## Stazioni ecologiche
IUCN category I
- Stazione ecologica di Arêdes
- Stazione ecologica Alto Maués
- Stazione ecologica Bananal
- Stazione ecologica Bita e Utinga
- Stazione ecologica Chaúas
- Stazione ecologica della Guanabara
- Stazione ecologica della Serra das Araras
- Stazione ecologica della Terra do Meio
- Stazione ecologica di Aiuaba
- Stazione ecologica di Aracuri-Esmeralda
- Stazione ecologica di Caracaraí
- Stazione ecologica di Carijós
- Stazione ecologica di Cuniã
- Stazione ecologica di Guaraqueçaba
- Stazione ecologica di Iquê
- Stazione ecologica di Jutaí-Solimões
- Stazione ecologica di Maracá
- Stazione ecologica di Maracá Jipioca
- Stazione ecologica di Mata Preta
- Stazione ecologica di Murici
- Stazione ecologica di Niquiá
- Stazione ecologica di Pirapitinga
- Stazione ecologica di Taiamã
- Stazione ecologica di Tamoios
- Stazione ecologica di Uruçuí-Una
- Stazione ecologica del Castanhão
- Stazione ecologica del Pau Brasil
- Stazione ecologica dello Jari
- Stazione ecologica del Seridó
- Stazione ecologica del Taim
- Stazione ecologica dei Tupiniquins
- Stazione ecologica Juami-Japurá
- Stazione ecologica Mico Leão Preto
- Stazione ecologica Raso da Catarina
- Stazione ecologica Rio Acre
- Stazione ecologica Serra Geral do Tocantins
- Stazione ecologica Tupinambás

## Riserve biologiche
IUCN category I
- Riserva biologica Atol das Rocas
- Riserva biologica Augusto Ruschi
- Riserva biologica Biopampa
- Riserva biologica Bom Jesus
- Riserva biologica Culuene
- Riserva biologica della Contagem
- Riserva biologica della Mata Escura
- Riserva biologica della Serra di Santa Rita Mitzi Brandao
- Riserva biologica della Serra Geral
- Riserva biologica delle Araucárias
- Riserva biologica dei Capivara
- Riserva biologica delle Perobas
- Riserva biologica di Andradina
- Riserva biologica di Araras
- Riserva biologica di Comboios
- Riserva biologica di Duas Bocas
- Riserva biologica di Maicuru
- Riserva biologica di Pedra Talhada
- Riserva biologica di Pinheiro Grosso
- Riserva biologica di Poço delle Antas
- Riserva biologica di Saltinho
- Riserva biologica di Santa Isabel
- Riserva biologica di Serra Negra
- Riserva biologica di Sooretama
- Riserva biologica di Una
- Riserva biologica del Abufari
- Riserva biologica del Córrego del Veado
- Riserva biologica del Córrego Grande
- Riserva biologica del Gama
- Riserva biologica del Guaporé
- Riserva biologica del Guará
- Riserva biologica del Gurupi
- Riserva biologica del Ibirapuitã
- Riserva biologica del Jaru
- Riserva biologica del Lago Piratuba
- Riserva biologica del Manicoré
- Riserva biologica del Mato Grande
- Riserva biologica del Parazinho
- Riserva biologica del Parque Equitativa
- Riserva biologica del Rio Descoberto
- Riserva biologica del Rio Trombetas
- Riserva biologica del São Donato
- Riserva biologica del Tapirapé
- Riserva biologica del Tinguá
- Riserva biologica del Uatumã
- Riserva biologica statale della Praia del Sul
- Riserva biologica statale di Guaratiba
- Riserva biologica statale del Aguaí
- Riserva biologica statale del Sassafras
- Riserva biologica statale Mata Paludosa
- Riserva biologica Guaribas
- Riserva biologica Jaíba
- Riserva biologica Marinha do Arvoredo
- Riserva biologica Morro dos Seis Lagos
- Riserva biologica municipale della Mata do Bispo
- Riserva biologica municipale della Serra do Japi
- Riserva biologica Nascentes Serra do Cachimbo
- Riserva biologica Rio Ouro Preto
- Riserva biologica São Camilo
- Riserva biologica Tamboré
- Riserva biologica Traçadal
- Riserva biologica União

## Parchi nazionali
IUCN category II

| Denominazione                              | Stato federale                    |
| ------------------------------------------ | --------------------------------- |
| Parco nazionale marino di Abrolhos         | Bahia                             |
| Parco nazionale dell'Alto Cariri           | Bahia                             |
| Parco nazionale dell'Amazzonia             | Pará                              |
| Parco nazionale di Anavilhanas             | Amazonas                          |
| Parco nazionale degli Aparados da Serra    | Rio Grande do Sul, Santa Catarina |
| Parco nazionale Araguaia                   | Pará                              |
| Parco nazionale Araucárias                 | Santa Catarina                    |
| Parco nazionale di Boa Nova                | Bahia                             |
| Parco nazionale di Brasilia                | Distretto Federale                |
| Parco nazionale di Capo Orange             | Amapá                             |
| Parco nazionale Campos Amazônicos          | Amazonas, Rondônia                |
| Parco nazionale Campos Gerais              | Paraná                            |
| Parco nazionale Caparaó                    | Espírito Santo, Minas Gerais      |
| Parco nazionale Catimbau                   | Pernambuco                        |
| Parco nazionale delle caverne del Peruaçu  | Minas Gerais                      |
| Parco nazionale Chapada das Mesas          | Maranhão                          |
| Parco nazionale Chapada Diamantina         | Bahia                             |
| Parco nazionale Chapada dos Guimarães      | Mato Grosso                       |
| Parco nazionale Chapada dos Veadeiros      | Goiás                             |
| Parco nazionale Descobrimento              | Bahia                             |
| Parco nazionale delle Ema                  | Goiás                             |
| Parco nazionale marino Fernando de Noronha | Pernambuco                        |
| Parco nazionale Furna Feia                 | Rio Grande do Norte               |
| Parco nazionale Grande Sertão Veredas      | Minas Gerais, Bahia               |
| Parco nazionale Guaricana                  | Paraná                            |
| Parco nazionale dell'Iguaçu                | Paraná                            |
| Parco nazionale Ilha Grande                | Mato Grosso do Sul, Paraná        |
| Parco nazionale marino Ilhas dos Currais   | Paraná                            |
| Parco nazionale Itatiaia                   | Minas Gerais, Rio de Janeiro      |
| Parco nazionale Jamanxim                   | Pará                              |
| Parco nazionale Jau                        | Amazonas                          |
| Parco nazionale Jericoacoara               | Ceará                             |
| Parco nazionale Juruena                    | Amazonas, Mato Grosso             |
| Parco nazionale Lagoa do Peixe             | Rio Grande do Sul                 |
| Parco nazionale dei Lençóis Maranhenses    | Maranhão                          |
| Parco nazionale Mapinguari                 | Amazonas, Rondônia                |
| Parco nazionale del monte Pascoal          | Bahia                             |
| Parco nazionale del Monte Roraima          | Roraima                           |
| Parco nazionale Nascentes do Lago Jari     | Amazonas                          |
| Parco nazionale Nascentes do Rio Parnaíba  | Bahia, Maranhão, Piauí, Tocantins |
| Parco nazionale Pacaás Novos               | Rondônia                          |
| Parco nazionale del Pantanal Matogrossense | Mato Grosso                       |
| Parco nazionale Pau Brasil                 | Bahia                             |
| Parco nazionale Pico da Neblina            | Amazonas                          |
| Parco nazionale Restinga de Jurubatiba     | Rio de Janeiro                    |
| Parco nazionale Rio Novo                   | Pará                              |
| Parco nazionale Saint-Hilaire/Lange        | Paraná                            |
| Parco nazionale São Joaquim                | Santa Catarina                    |
| Parco nazionale Sempre-Vivas               | Minas Gerais                      |
| Parco nazionale Serra da Bocaina           | San Paolo, Rio de Janeiro         |
| Parco nazionale Serra da Bodoquena         | Mato Grosso do Sul                |
| Parco nazionale Serra da Canastra          | Minas Gerais                      |
| Parco nazionale Serra da Capivara          | Piauí                             |
| Parco nazionale Serra do Cipó              | Minas Gerais                      |
| Parco nazionale Serra das Confusões        | Piauí                             |
| Parco nazionale Serra da Cutia             | Rondônia                          |
| Parco nazionale Serra das Lontras          | Bahia                             |
| Parco nazionale Serra da Mocidade          | Roraima                           |
| Parco nazionale Serra de Itabaiana         | Sergipe                           |
| Parco nazionale Serra do Divisor           | Acre                              |
| Parco nazionale della Serra do Gandarela   | Minas Gerais                      |
| Parco nazionale Serra do Itajaí            | Santa Catarina                    |
| Parco nazionale Serra do Pardo             | Pará                              |
| Parco nazionale Serra dos Órgãos           | Rio de Janeiro                    |
| Parco nazionale Serra Geral                | Rio Grande do Sul, Santa Catarina |
| Parco nazionale Sete Cidades               | Piauí                             |
| Parco nazionale Superagüi                  | Paraná                            |
| Parco nazionale della Tijuca               | Rio de Janeiro                    |
| Parco nazionale di Tumucumaque             | Amapá                             |
| Parco nazionale Ubajara                    | Ceará                             |
| Parco nazionale Viruá                      | Roraima                           |

## Monumenti naturali
IUCN category III

## Rifugi di vita silvestre
IUCN category III

## Aree di rilevante interesse ecologico
IUCN category IV

## Riserve del patrimonio naturale
IUCN category IV

## Aree di protezione ambientale
IUCN category V
- Area di protezione ambientale di Piaçabuçu
- Area di protezione ambientale di Mangue Seco
- Area di protezione ambientale della Barra do Rio Mamanguape

## Terre indigene
- Parco Indigeno dello Xingu

e molte altre.